# 聖ピオ五世会
聖ピオ五世会（せいピオごせいかい、英語: Society of Saint Pius V (SSPV), ラテン語: Societas Sacerdotalis Sancti Pii Quinti）は、1983年に設立されたカトリック聖伝主義の司祭修道会であり、米国ニューヨーク州 Oyster Bay Cove に拠点を置いている。SSPV は典礼上の問題をめぐり、聖ピオ十世会 (SSPX)から離脱している。 
SSPV は、現在のカトリック教会の位階構造の正当性に疑問を呈し、聖座が正しい人物によって占められていない可能性 (教皇座空位主義) の問題が未解決であると考えており、SSPV 自体にはその問題を解決する権限がないものの、実質的には教皇座空位主義であると考えられている。SSPV は共同創設者の一人であるクラレンス・ケリー司教を長とし、会の名はトリエント・ミサを制定した教皇ピオ5世の名をとって名付けられた。

## 歴史

### 創設

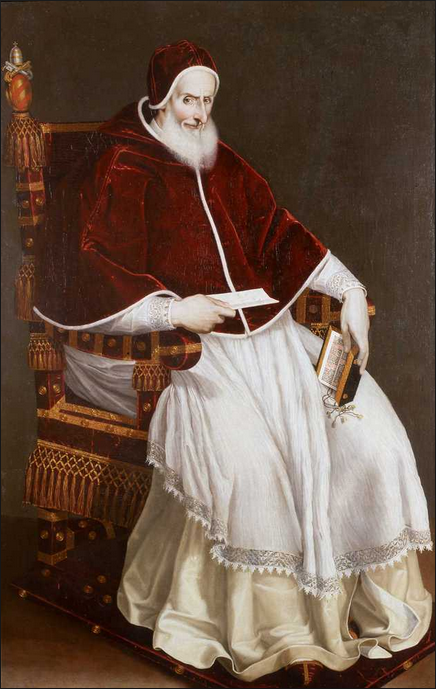
SSPVの名称の由来となった教皇ピオ5世

SSPV は、1970 年にマルセル・ルフェーブル大司教によって設立された聖伝主義の司祭修道会である聖ピオ十世会 (SSPX) から分離した修道会である。 1983年、ルフェーブルは、SSPX米国北東部教区の4人の司祭（クラレンス・ケリー、ダニエル・ドーラン、アンソニー・チェカーダ、Eugene Berry）を SSPX から追放した。追放の理由の一つは、1962年に教皇ヨハネ23世により公布されたローマ・ミサ典礼書に従ってミサを執り行うべしというルフェーブルの指示に彼らが反対したことである。他にも、4名は、SSPX の司祭は、現地教区の結婚法廷で下された婚姻の無効の判決を受け入れなければならないというルフェーブルの命令および、教皇パウロ6世により改訂された叙階の儀式に従って叙階された司祭のSSPXへの受け入れにも反対した。
「9人」（"The Nine"、追放された司祭4名および自主的に SSPX を脱退した5名）は、叙階される前からルフェーブルの立場を知っていたにもかかわらず、1962年ミサ典書に対するルフェーブルの主張を受け入れることを拒否した。 このミサ典書には教会の典礼の伝統からの逸脱が含まれているというのが彼らの意見であった（例えば、ミサ典礼において聖母マリアの名前の後に聖ヨゼフの名前を挿入することなど）。現在は司教であるドナルド・サンボーン（「9人」の司祭のうちの1人）によると、ルフェーブルはバチカンとの和解を視野に入れて、これらの典礼と規則の変更を課していたという。より根本的な理由は、「9人」が教皇ピオ12世（1958年没）の死後に教皇に在位した人々は正当な教皇ではなかったという信念を共有していたことであった(Canon 1325, no. 2, 1917) （とはいえ、チェカーダは後に「その『教皇問題』は当時提起されておらず、問題ではなかった ("...[t]he 'pope question' was not raised at the time, and was not at issue.")」と述べた。「9人」は、ヨハネ23世以降の教皇は、公式に異端の教義を受け入れ、またこれを教えたため、ローマ教皇の座を失ったか、一度も在位したことがないと主張した(Canon 188, no. 4, 1917)。聖ピオ十世会と同様に、彼らは信教の自由などの問題に関する教会の伝統的な教えに新規な解釈があったと信じていた。「9人」の一人であるドーランは、まだSSPXの会員であるときから、すでに使徒ペトロの座（教皇座のこと）が空位であると結論付けていたことを認めた。
「9人」は、元管区長であるケリーの指導の下、新しい司祭兄弟会である SSPV を設立した。 ケリー他8人の司祭は、Thomas Zapp、ドナルド・サンボーン、アンソニー・チェカーダ、ダニエル・ドーラン、William Jenkins, Eugene Berry, Joseph Collins および Martin Skierka であった。 その後すぐに他の司祭が追加で加わった。

### 分裂
SSPV 設立から数年以内に、「9人」の SSPV 司祭のうち約半数がケリーより離れた。 彼らのほとんどは、ドーランおよびサンボーンの指導の下、公に教皇座空位主義のグループ「カトリック・レストレーション (Catholic Restoration)」を設立した。 2人は後に、教皇座空位主義者のベトナム大司教ピエール・マルティン・ゴ・ディン・トゥクの系統の司教として聖別された。 また他の司祭らは独立カトリックのミニストリーを設立した。
チェカーダは、この分離は、SSPX 同様に SSPV にも存在していた、中央集権的権威に対する本質的な不信感から生じたものであり、この中央集権的権威はSSPXをしてバチカンの「ペンの一筆で覆される ("subverted with one stroke of a pen") 」危険にさらされるに至らしめていると述べている。 独立カトリックの会衆は弱く嘆かわしいものであると言われているが、ローマとの交渉を続け、1962年のミサ典礼書を使用しているSSPXよりも、独立カトリックのグループと司祭が連帯するほうが、チェカーダは好ましいと考えている。

### 司教聖別
1993年10月19日、ケリーは米国カリフォルニア州カールスバッドで、プエルトリコの Arecibo の元司教である Alfredo Méndez-Gonzalez司教により、司教に聖別された。Méndez 司教は1990年の時点で、すでにSSPVの2人の神学生 (Paul Baumberger および Joseph Greenwell) を公に司祭に叙階していた。ケリーの司教聖別は1995年の Méndez の死の数日後に発表された。

## 組織構成
SSPV は現在5件の修道院を所有し、司祭は教会やチャペル、また米国14州の一時的なミサ会場 (2023年現在)で奉仕する。以前カナダのアルバータ州には一時的なミサ会場が1箇所あったが、2022年現在では活動停止している。SSPV は北米のみで活動している。

### 関係する修道会等
Daughters of Mary, Mother of Our Saviorは、1984年にケリーによって設立された修道女会である。母院および修練院は、米国ニューヨーク州ラウンドトップのキャッツキル山地に在る。 修道女会はさらにニューヨーク州Melvilleおよびミネソタ州White Bear Lakeに 2 軒の家を所有し、学校の運営や、老人ホームの訪問など各種慈善活動にも取り組む。 現在の修道女会総長は Mother Mary Bosco である。
Congregation of Saint Pius V(CSPV) は、司祭とそれを補佐する修道士のために1996年にケリー司教によって設立された使徒的生活の会である。CSPV は、司祭の入籍 (incardination) および修道者の所属先 (affiliation) に関し、受入先となる公式な組織構造を提供するために設立された。CSPV は司祭養成のため、James Carroll 司教 (CSPV) の指導の下、ニューヨーク州ラウンドトップにある Immaculate Heart Seminary を運営している。卒業生は Carroll 司教、Santay 司教ないしはケリー司教より叙階されることになる。2022年現在、CSPV には司教2名、司祭11名、修道士5名がいる。

## 参照
1. ↑  “The Nine vs. Lefebvre: We Resist You to Your Face | Articles: SSPX: Society of St. Pius X | Traditional Latin Mass Resources”. www.traditionalmass.org. 2020年2月16日閲覧。
2. ↑  Heiner (2008年10月7日). “True Restoration: An Interview with Fr. Anthony Cekada regarding Archbishop Lefebvre and the 1983 split with the SSPX”. True Restoration. 2020年2月16日閲覧。
3. ↑  “Canon 188.4 or Where is the Church | Articles: Sedevacantism Pope Issue | Traditional Latin Mass Resources”. www.traditionalmass.org. 2020年2月16日閲覧。
4. ↑  “TOWER OF TRENT TRIBUTE (dolanttt.htm)”. www.dailycatholic.org. 2020年2月16日閲覧。
5. ↑  “Mass Locations of the SSPV”. www.sspv.org. 2023年3月23日閲覧。